# 巴尔施泰特
巴尔施泰特（德語：Ballstädt，發音：[ˈbalˌʃtɛt]）是德国图林根州哥达县曾经的一个市镇，面积11.86平方千米，2017年12月31日人口为650人。2019年1月1日，巴尔施泰特与另外10个市镇合并为新市镇内瑟塔尔。